# Сильверторн, Винифред
Винифред Сильверторн (англ. Winifred Silverthorne; 3 марта 1925 года, Брайтон, Великобритания — 7 марта 1998 года, Калгари, Канада) — фигуристка из Великобритании, серебряный призёр чемпионата Европы 1947 года в парном катании. Участница зимних Олимпийских игр в 1948 году. Выступала вместе с братом Деннисом Сильверторном.
На первом послевоенном чемпионате Европы в 1947 году пара заняла второе место. После окончания любительской карьеры переехала в Канаду.

## Спортивные достижения
| Соревнования/Сезоны | 1947 | 1948 |
| ------------------- | ---- | ---- |
| Зимние Олимпиады    |      | 5    |
| Чемпионаты мира     | 4    | 6    |
| Чемпионаты Европы   | 2    |      |